# Space Monkey (band)
Space Monkey was een Britse muziekgroep uit het midden van de jaren 80. De band bestond uiteindelijk maar uit een persoon, Paul Goodchild, die zowel zong, componeerde en gitaar speelde. De thuisbasis van de band, die eerder Space Monkeys heette, was Brighton. De muzikale vrienden kregen het gedurende hun korte loopbaan aan de stok met het platenlabel InnerVision. Die had in het contract met de band laten opnemen, dat zij invloed had op de samenstelling van de band. Door het geruzie bleef Goodchild als enige onder contract.  Eind 1983 verscheen hun enige single, die de hitparades zou halen Can't stop running. Twee jaar later was het de beurt voor hun enig muziekalbum On the Beam. Goodchild schakelde voor zijn opnamen muzikanten in die eerder speelde bij bijvoorbeeld Wham! en Bow Wow Wow. Een van die muzikanten was Adrian Lee, die later zou toetreden tot Mike and the Mechanics.
Er verschenen nog drie singles, maar die haalden de hitparade niet: Come with me, One more shot en Only the night. Het album was meer een verzameling van de singles.

## NPO Radio 2 Top 2000
Van Space Monkey stond alleen Can't Stop Running in 2000 in de NPO Radio 2 Top 2000, op plek 1989.